# Metin Emiroğlu
Metin Emiroğlu, né en 1943, à Arapgir, est un homme politique et avocat turc.
Diplômé de la faculté de droit de l'Université d'Istanbul en 1966. Entre 1969-1972, Il travaille à l'Organisation de Planification d'État (DPT) comme responsable des questions du travail et de la sécurité sociale. Jusqu'en 1979, il est secrétaire général du Syndicat des employeurs du textile turc (TTSİS).
Il cofonde Parti de la mère patrie en 1983. Député de Malatya (1983-1999), ministre de l'éducation nationale, de la jeunesse et des sports (1985-1987) et ministre du travail et de la sécurité sociale (1991). A la Grande Assemblée nationale de Turquie, il est le président de la commission du plan et du budget (1983-1985) et le président de la commission des affaires constitutionnelle (1996). Il est actuellement avocat inscrit au barreau d'Istanbul.